# Оливкова саїманга
Оливкова саїманга (Deleornis) — рід горобцеподібних птахів родини нектаркових (Nectariniidae). Представники цього роду мешкають в Західній і Центральній Африці.

## Види
Виділяють два види:
- Саїманга оливкова (Deleornis fraseri)
- Саїманга сіроголова (Deleornis axillaris)